# 긴꼬리때까치
긴꼬리때까치는 때까치과에 속한 새의 종 중 하나로, 주로 아시아 및 오세아니아 지역에 서식한다. 긴꼬리때까치의 아종으로 약 9가지 종류가 있다.

## 생태특징
몸길이는 25cm이고, 부리는 검은색이며, 몸은 살구색이다. 멱과 목, 가슴은 흰색이며, 날개덮깃과 허리는 적갈색이다. 머리꼭대기와 뒷목은 회색이고 눈 주위의 검은색 눈선이 긴꼬리때까치의 특징이다. 날개는 흰색 또는 밝은 갈색의 점이 있고, 꼬리는 검은색으로 다른 때까치과에 속한 종보다 길다.

## 생활특징
주로 관목이 무성한 곳이나 경작지 등에서 단독생활을 하며 도마뱀, 설치류, 작은 새, 곤충 등을 잡아먹는다. 1994년 12월 19일 충남 대호방조제에서 처음 발견되었고, 1999년 만경강 하구에서 2번째로 기록된 이후로 거의 매년 관찰이 되고 있다.

## 참고 문헌
- 최종수 (2016년 3월 15일). 《새와 사람》. 그린홈. 156-161쪽. ISBN 9788971905548.